# Sestra (rivière)
La Sestra (en russe : Сестра́) est une rivière de Russie et un affluent de la rive gauche de la Doubna, dans le bassin hydrographique de la Volga.

## Géographie
La Sestra arrose l'oblast de Moscou. Elle prend sa source dans le lac Senej, à environ 60 km au nord-ouest de Moscou. Elle est longue de 138 km et draine un bassin de 2 680 km2. Son débit annuel moyen est de 9,9 m3/s à 38 km de l'embouchure.
Elle gèle de novembre - début janvier à fin mars - avril.
Son principal affluent est la rivière Iakhroma.
La ville de Kline se trouve sur la Sestra.

## Source
- La Grande Encyclopédie soviétique